# Fushun
Fushun (chiń. 抚顺; pinyin Fǔshùn) – miasto o statusie prefektury miejskiej w północno-wschodnich Chinach, w prowincji Liaoning, w pobliżu miasta Shenyang. W 2010 roku liczba mieszkańców miasta wynosiła 1 417 054. Prefektura miejska w 1999 roku liczyła 2 269 093 mieszkańców.

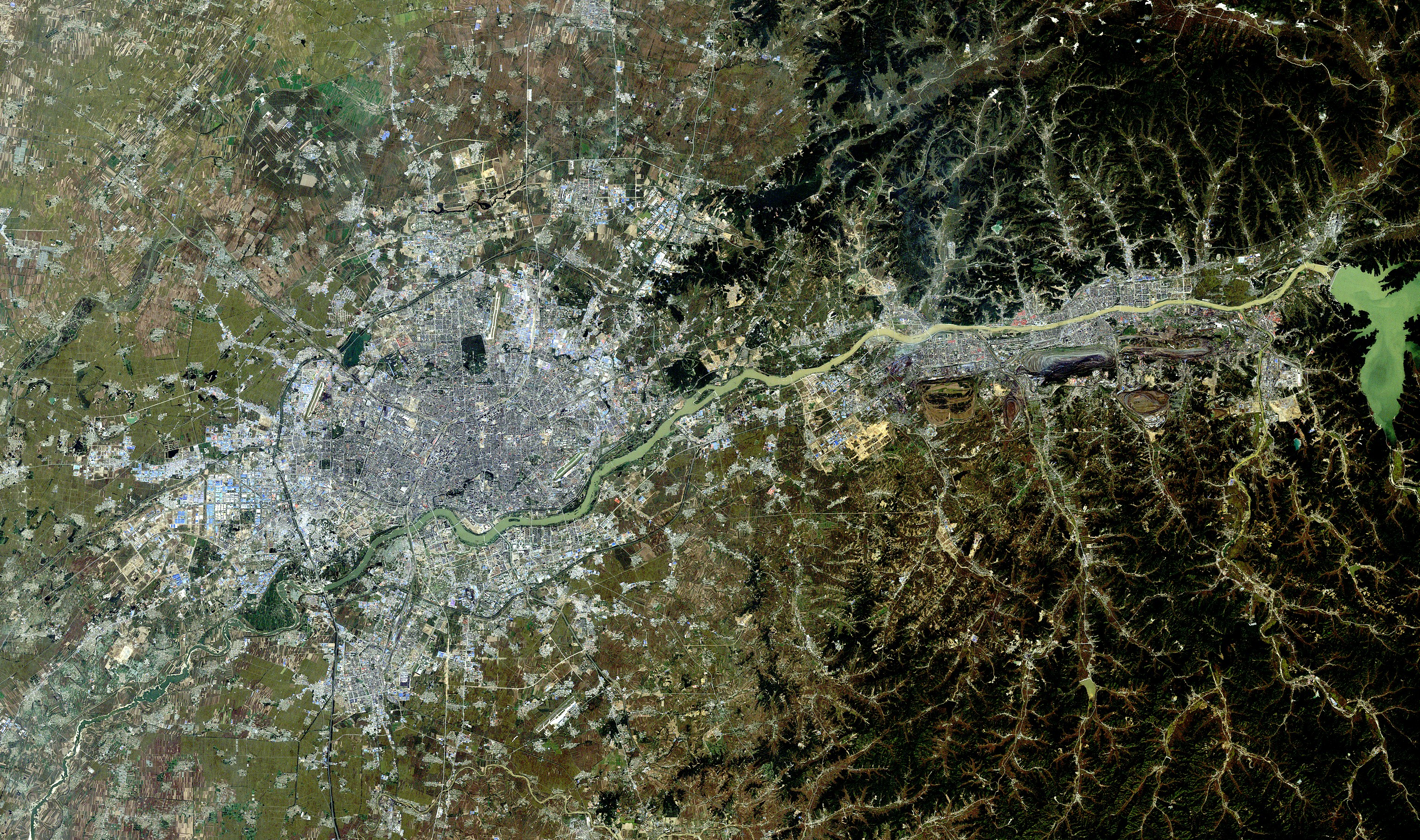
Zdjęcie satelitarne aglomeracji miejskiej Shenyang-Fushun
(większa zachodnia część to Shenyang, wschodnia – Fushun, satelita Landsat 5, 29 września 2010)

Siedziba rzymskokatolickiej diecezji Fushun.
W mieście Fushun do 1950 roku więziony był przez chińskie władze ostatni cesarz Puyi.

## Gospodarka
Miasto stanowi największy w kraju ośrodek odkrywkowej eksploatacji węgla kamiennego, łupków bitumicznych i glin ogniotrwałych. Huty żelaza, aluminium, zakłady ekstrakcji łupków bitumicznych, rafineria ropy naftowej.
Rozwinięty jest przemysł chemiczny, maszynowy, elektroniczny i materiałów budowlanych.
W zachodniej części miasta wydzielono specjalną strefę ekonomiczną o powierzchni 3,6 km², ze specjalnymi udogodnieniami prawnymi w zakresie rozwoju ekonomicznego i technologicznego.